# Fearless (Schiff, 1913)
Die Fearless, auch HMS Fearless, war ein Aufklärungskreuzer der Active-Klasse der britischen Marine, der zwischen 1913 und 1921 in Dienst stand.

## Geschichte
Die spätere Fearless wurde am 15. November 1911 beim Pembroke Dockyard in Pembroke Dock auf Kiel gelegt. Der Stapellauf erfolgte am 12. Juni 1912 und die Indienststellung im August 1913.
Während des Ersten Weltkriegs nahm die Fearless an verschiedenen Operationen teil. Sie war am Seegefecht bei Helgoland im August 1914 beteiligt, bei der die britische Flotte einen deutschen Vorstoß zurückschlug. Im Rahmen der Skagerrakschlacht im Jahr 1916 war die Fearless Teil der britischen Grand Fleet und nahm an den Gefechten teil, bei denen es zu einem Aufeinandertreffen der britischen und deutschen Flotten kam.
Im Laufe des Krieges wurde das Schiff mehrfach umgebaut und modernisiert, um mit den sich ändernden Anforderungen Schritt zu halten. Nach dem Kriegsende wurde das Schiff 1921 außer Dienst gestellt und später abgewrackt.